# 馬哲儒
馬哲儒（1931年8月11日—2023年8月8日），臺灣學者，籍貫河北新城，專業領域為化學工程，國立成功大學名譽講座教授，曾於1988年至1994年擔任國立成功大學校長。

## 簡歷
馬哲儒畢業於臺灣省立工學院（成功大學前身）化工系，畢業後後進入經濟部聯合工業研究所燃料研究室擔任工務員及助理工程師。工作四年後赴美國攻讀維拉諾瓦大學化工碩士、賓夕法尼亞州立大學化工博士，1964年擔任SELAS公司研究實驗室研究工程師，1964至1970年於羅徹斯特理工學院蒸餾研究實驗室擔任資深化學家。
1970年回到母校成功大學擔任教職，先後擔任成大化工系教授及系主任、工學院院長、校長。
馬哲儒經常為報刊雜誌寫稿，其散文題材為科普以及教育領域。
2002年退休後接任國科會《科學發展》月刊總編輯。
2023年8月8日上午8時30分辭世，享年92歲。同年8月20日，於臺南市立殯儀館景行廳舉辦告別式，成功大學歷位前後任校長賴明詔、蘇慧貞、翁政義、翁鴻山以及時任的沈孟儒親率校內一級主管與上百位校友出席，由副總統賴清德代表總統蔡英文頒贈總統褒揚令予家屬。儀式後發引火化，靈骨奉安於富貴南山紀念中心。

## 著作
- 《樹人存稿》，東大圖書公司 1995年
- 《大自然的規律》，成功大學出版組 2000年
- 《牆頭的梯子》，東大圖書公司	2003年
- 《老榕的話》，成大出版社 2016年
- 《編者的話》，成大出版社 2018年

## 外部連結
- 名譽教授 馬哲儒 - 國立成功大學化學工程學系 （页面存档备份，存于）
- 國立成功大學典範傳承-- 講座教授的故事 （页面存档备份，存于）

| 教育職務      | 教育職務                                 | 教育職務    |
| ------------- | ---------------------------------------- | ----------- |
| 成功大學      |                                          |             |
| 前任： 夏漢民 | 成功大學校長 第八任 1988年7月－1994年7月 | 繼任： 吳京 |